# St. George (Maine)
Pour les articles homonymes, voir Saint-Georges.
St. George est une ville du Maine aux États-Unis, dans le comté de Knox. Elle tire son nom de la rivière qui y passe, la Saint George River.
Elle inclut le village de Port Clyde.